# Monotheist
Monotheist es el quinto y último álbum de estudio de la banda suiza de metal extremo Celtic Frost, grabado entre 2002 y 2005, y publicado en mayo de 2006 a través de Noise Records. Este trabajo fue fruto de la reunión del grupo, tras casi una década de separación y fue el único grabado por el batería Franco Sesa. Su grabación fue un proceso que se alargó tres años durante el cual contaron con la ayuda del productor Peter Tägtgren e invitados como Simone Vollenweider, Satyr o Ravn. Respecto a su sonido, está orientado al doom, al gothic y al avant-garde metal, de hecho el vocalista y guitarrista Tom G. Fischer lo calificó como el disco que debería haber seguido a Into the Pandemonium (1987).
Tras su lanzamiento, se situó entre los 100 más vendidos en las listas de países como Grecia, Suiza y Alemania, y posteriormente el conjunto realizó una gira con la participación de los guitarristas de sesión Anders Odden y V. Santura. Finalmente, en 2008, Celtic Frost anunció su separación y dejó a este trabajo como el último de su carrera.

## Trasfondo
En 1993, tras la publicación del recopilatorio Parched With Thirst Am I and Dying y finalizar su relación su relación con Noise Records, con la que habían tenido frecuentes discusiones, Celtic Frost anunció su separación. Durante los años posteriores, la banda recibió ofertas jugosas para volver a unirse y actuar en festivales, sin embargo, los dos miembros fundadores —Tom G. Fischer (voz y guitarra) y Martin Eric Ain (bajo)— las rechazaron porque consideraban que no iban a reformar Celtic Frost por dinero. El dúo volvió a reunirse en 1999 con motivo de la reedición de su discografía, pero no sería hasta dos años más tarde que ambos acordaron volvieron a reunir al conjunto. Para completar su formación, los dos recurrieron una vez más al batería Reed St. Mark y al nuevo guitarrista, Erol Unala, compañero de Fischer en el proyecto Apollyon Sun. St. Mark, sin embargo, no permanecería mucho tiempo, ya que en palabras del vocalista «estaba en un lugar de su vida donde le era física y psicológicamente imposible tocar en un álbum».

## Grabación
Antes de comenzar la grabación, el grupo pasó algunos meses componiendo y trabajando en la preproducción en su local de ensayos, en las casas de Fischer y Unala, y en los estudios Blaswerk y DDR72. Las primeras grabaciones dieron comienzo en octubre de 2002 en los estudios Oakland Recording, aunque con una caja de ritmos en vez de una batería real. Finalmente, la formación quedó completada con la llegada del percusionista Franco Sesa, de quien Ain consideró que estaba «más conectado espiritualmente con Celtic Frost que Reed [...] Franco resultó ser un elemento relajante y unió a Celtic Frost».
La grabación fue un proceso que duró unos cuatro años y durante el último de ellos, el conjunto recurrió a los servicios del productor Peter Tägtgren, de quien Ain señaló que «queríamos alguien que supiera como trabajar con la última tecnología y darle un sonido que sonara moderno». Tägtgren colaboró con la agrupación durante cuatro meses y medio en los estudios Horus Sound de Hannover (Alemania). Este no fue el encargado en la mezcla final, ya que sus resultados no fueron satisfactorios y Fischer y Ain realizaron esta labor con un amigo en Suiza, y como destacaría el primero «este es el motivo por el que no escucharás el sonido de la guitarra de Peter en el álbum, sino las nuestras». Por su parte, Tägtgren remarcó que «habían estado trabajando en el disco durante tres años. Sabían perfectamente lo que querían, pero no cómo conseguirlo. Me pidieron ayuda». Uno de los elementos característicos de las grabaciones de Celtic Frost, las voces femeninas, también estuvo presente en este trabajo gracias a la labor de Lisa Middelhauve, Cornelia Bruggmann y Simone Vollenweider, mientras que el propio Ain haría su debut como vocalista. Además de estas invitadas, el álbum contó con las voces del mencionado Tägtgren y de Satyr de Satyricon en la canción «Synagoga Satanae» y de Ravn de 1349 en «Temple of Depression».

## Música

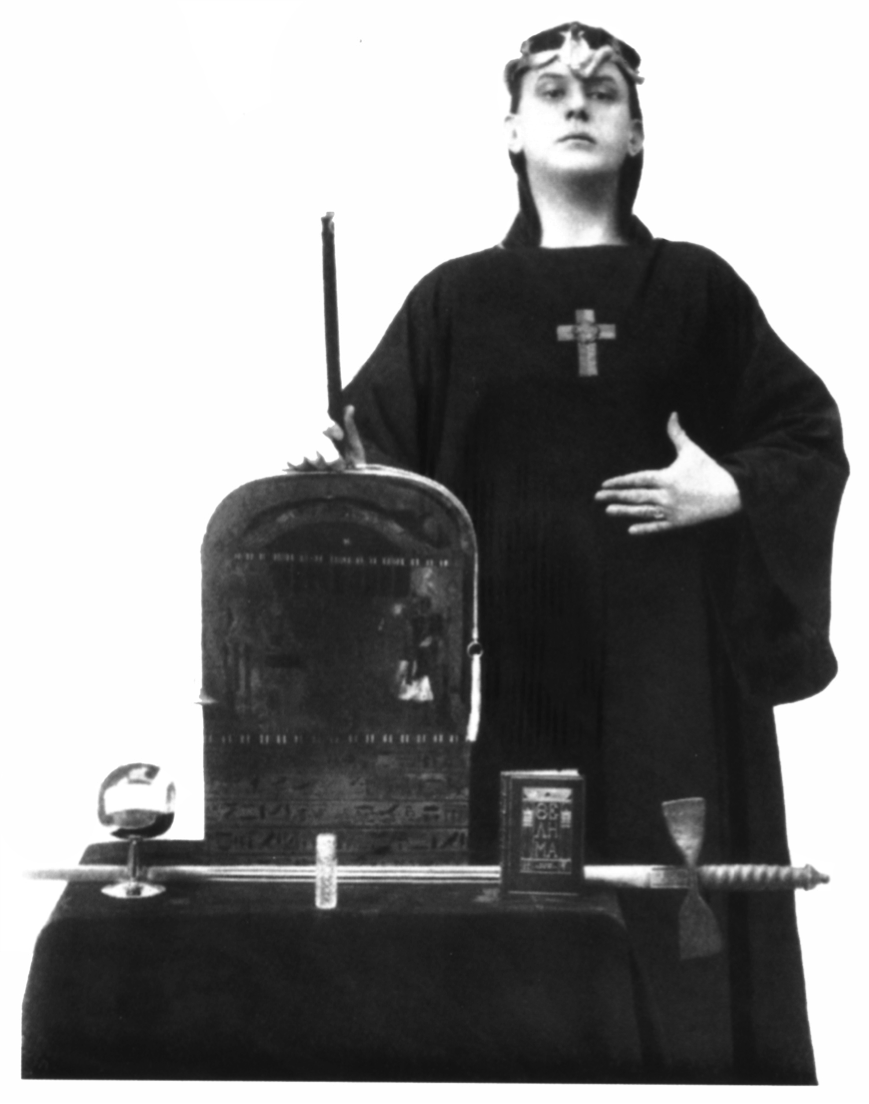
La letra de «Os Abysmi Vel Daath» está influenciada por la obra de Aleister Crowley, en la imagen.

Respecto al sonido del álbum, la banda exploró su lado más orientado al doom metal e incorporó influencias más góticas, así como elementos de Black Sabbath, David Bowie, Swans y Bauhaus, de hecho el propio Fischer adaptó en algunos momentos su voz al estilo del vocalista de esta última, Peter Murphy. En palabras del propio Fischer: «Es el disco que debería haber seguido a Into the Pandemonium. Para mí es diferente de los otros discos de Celtic Frost, pero cada trabajo es diferente a los otros discos de Celtic Frost, por eso es un disco de Celtic Frost».
La primera pista es «Progeny», que comienza con el clásico grito «¡ough!» de Fischer, mantiene un ritmo frío y mecánico, y «presenta a la nueva Celtic Frost sin dejar de sonar a los álbumes clásicos del grupo». «Ground» se centra en riffs pesados y su letra es según el vocalista, «una mirada muy agresiva a la traición humana [...] al sufrimiento infligido a los hombres por los hombres, a las mentiras, a las puñaladas por la espalda». «A Dying God Coming into Human Flesh» empieza como una semi-balada en la que posteriormente ingresa la batería y que tras un «collage sonoro» retorna a su punto de partida, además Ain la describió como «la pieza más personal que he escrito para este trabajo». «Drown In Ashes» la escribió Fischer durante lo que consideró «uno de los períodos más difíciles que jamás haya vivido» y la cantó con voces limpias junto a Lisa Middelhauve. «Os Abysmi Vel Daath» incorpora riffs pesados, gritos e incluso el sonido de una trompa, mientras que tanto su letra y su título están inspirados en la obra de Aleister Crowley. «Obscured», al igual que «Drown In Ashes», alterna una voz femenina, en esta ocasión Simone Vollenweider, con la de Fischer y tiene un sonido semi-industrial que «recuerda a la era berlinesa de Bowie». «Domain of Decay» es la única de las canciones que tiene una porción de música y letras originarias de los Celtic Frost anteriores a la reunión y su sonido se orienta al thrash metal. «Ain Elohim» trata en su letra «cómo los seres humanos se someten a un dios imaginario, cometiendo crímenes en su nombre, incluso si este dios imaginario predica el amor». «Totengott» es una pieza de carácter introductorio en la que Ain grita sobre capas de sintetizadores, percusión y guitarras reproducidas al revés. «Synagoga Satanae», con más de catorce minutos de duración, tiene una atmósfera propia del black metal y durante los cuales se recita una nueva versión del padrenuestro. El álbum termina con el tema instrumental de música sinfónica «Winter (Requiem, Chapter Three: Finale)», que como su nombre indica es la tercera y última parte del réquiem de Celtic Frost, cuya primera pieza, «Rex Irae» había aparecido en Into the Pandemonium y la segunda, «Grave Eternal», no sería estrenada hasta que Fischer la interpretara con su banda Triptykon en un concierto en 2019.

## Lanzamiento
Tras terminar la grabación del álbum y antes de su publicación, Erol Unala abandonó la banda debido a que necesitaba pasar más tiempo con su familia y de acuerdo con Fischer «no se puede mantener a una familia en Celtic Frost. Si el disco es bien recibido, tal vez, pero no a estas alturas», mientras que Ain destacó que «Celtic Frost somos Sesa, Fischer y yo. Para mí, Celtic Frost no es un simple grupo, sino una comunidad religiosa que, en mi caso, reemplaza a la familia biológica». En enero de 2006, la discográfica Century Media anunció que había llegado a un acuerdo con el conjunto para publicar el álbum. Monotheist salió a la venta el 29 de mayo a nivel mundial y un día más tarde en los Estados Unidos, un país donde vendería unas 2500 copias su primera semana. Este trabajo fue además el primero en la carrera de la banda en entrar en las listas de éxitos y se situó entre los cien más vendidos en Grecia, Suiza y Alemania. Century Media lo editaría en distintos formatos: CD, digipack con la inclusión del tema inédito «Temple of Depression» y vinilo, que incorporó la canción «Incantation Against You».

## Recepción crítica
Tras su lanzamiento, Monotheist recibió principalmente reseñas positivas. Scott Seward de Decibel destacó que «resultó ser un monolito sumamente pesado de fatalidad y oscuridad. La mayor parte del álbum está dedicado a riffs que se abren camino bajo tu piel». Un crítico de Rock Hard escribió que «este álbum no exige ni himnos de alabanza ni agradables aplausos. Es un monstruo, negro como boca de lobo, viscoso y opresivo». Joe Gross de Spin relató que «es sorprendente que Monotheist suena contemporáneo y brillantemente salvaje. Apoyándose tanto en las guitarras del noise punk como en la furia del metal [...] suenan listos para conquistar una vez más». Eduardo Rivadavia de AllMusic declaró que «es todo lo que esperarías de la banda que logró asociar el término avant-garde con el viejo y feo heavy metal. Es poco convencional, impredecible, desafiante hasta el extremo, a veces sorprendentemente extraño, con frecuencia brillante y todo menos perfecto». Ian Robinson de MusicOMH consideró que «es reconfortante escuchar un álbum que ha sido elaborado, más bien tallado, con pensamiento y diversidad, llevando a cualquier oyente lo suficientemente dedicado a un viaje musical. La naturaleza prolongada y algo repetitiva de las canciones no será del gusto de todos, y esto no es un material apto para la radio, que capta instantáneamente, pero a los fanáticos del dark metal les debería encantar». Don Kaye de Blabbermouth estimó que «la pregunta con respecto a cada regreso de un grupo inactivo durante mucho tiempo es siempre si puede recuperar el sonido, las vibraciones y la química que lo hicieron exitoso la primera vez. La respuesta aquí es sí: Fischer, Ain y Sesa han trabajado mucho y duro para crear un álbum que esté a la altura de su mejor trabajo en términos de pura pesadez y atmósfera, al tiempo que emplean algunas nuevas y dramáticas iniciativas musicales que honran el lado experimental de la banda». Robert Müller de la edición alemana de Metal Hammer opinó que «ofensivamente no defrauda ninguna expectativa: todo el mundo obtiene el valor de su dinero, a veces más, a veces menos. También vale la pena mencionar la increíblemente buena producción de Peter Tägtgren, que asegura que Celtic Frost todavía tiene mucho que decir sobre el dark metal en el siglo XXI». Jerry Ewing de la edición británica de la misma revista, lo calificó como «un retorno magistral [...] un gran disco de metal que pone en juego todas las facetas principales de su poder». Adrien Begrand de PopMatters remarcó que «no es inmenso, es enorme. No es pesado, es brutalmente pesado. No solo es oscuro, sino que está completamente desprovisto de luz; te traga entero [...] La voz de Fischer se ha vuelto más demacrada, más malvada con la edad, y la mezcla de Tagtgren la coloca justo al frente, donde pertenece [...] Es una obra extremadamente bien hecha que resume todo lo bueno que siempre ha sido de Celtic Frost». Por su parte, Dave Grohl, integrante de Foo Fighters y Nirvana, lo definió como «el regreso del año» y como «el álbum más pesado, sombrío, oscuro y aterrador que vas a escuchar en mucho tiempo». Además, publicaciones como PopMatters, Loudwire y Decibel lo seleccionaron como uno de los mejores trabajos de 2006 y los usuarios de Metal Storm lo ubicaron como la mejor obra de avant-garde metal de dicho año.
Con el paso de los años continuaron las buenas críticas. Sebastian Schilling de Rock Hard escribió que «no decepciona: el disco es un fragmento extremadamente oscuro y difícil de digerir [...] Los suizos sirven todo esto con un sonido de última generación que ni siquiera hoy, 13 años después, suena en absoluto anticuado. Un digno acto final en la carrera de una banda excepcional». J. Bennett de Kerrang! relató que «es tanto el álbum de regreso que nadie esperaba, como el regreso a estar en forma que ayudó a mucho aficionados a olvidar atrocidades pasadas». Kez Whelan de Terrorizer dictaminó que «es increíblemente fuerte, con un arco narrativo impresionante y una majestuosidad genuinamente aterradora [...] ¿Por qué no todos los discos de regreso pueden sonar tan bien?». Joe DiVita de Loudwire estimó que «se convertiría en uno de los mejores trabajos de retorno de todos los tiempos [...] De arriba a abajo, Monoheist está magistralmente elaborado y se adapta perfectamente a la legendaria carrera de la banda». Por otra parte, la revista Terrorizer lo escogió como el segundo mejor álbum de la década.

## Gira y separación

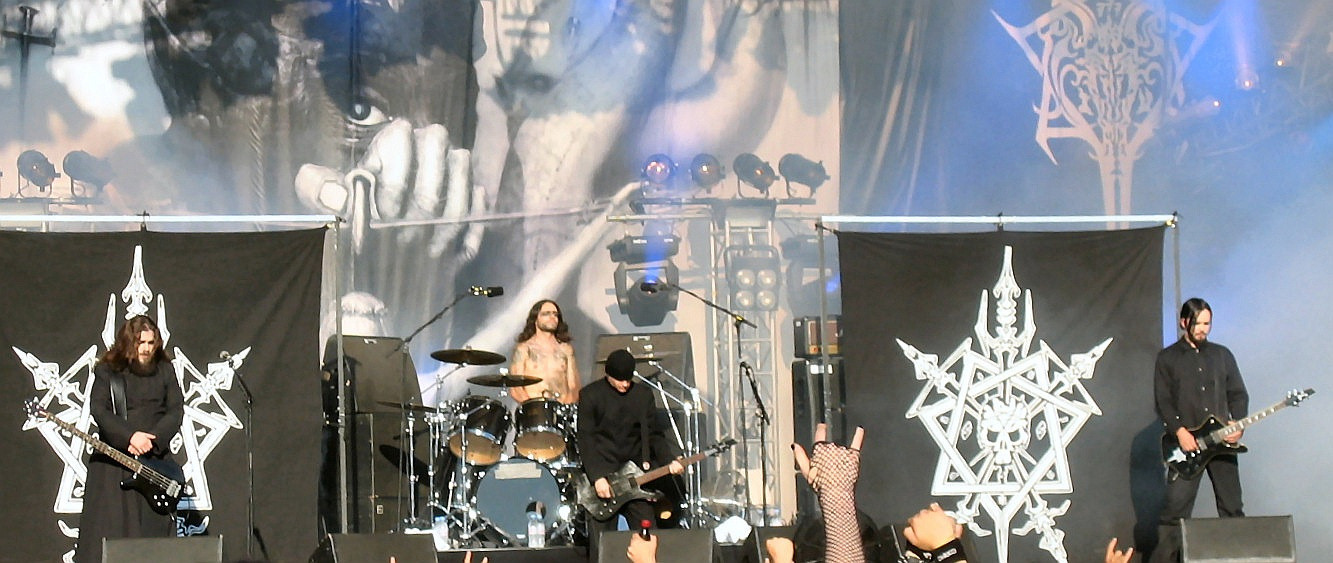
Celtic Frost actuando en Finlandia, en julio de 2006.

Para reemplazar a Unala en los compromisos en directo, la banda recurrió al noruego Anders Odden, que había trabajado con Apoptygma Berzerk, Satyricon y Cadaver, y que tras realizar una audición, viajó a Zúrich en abril de 2006 para realizar los ensayos. El primer concierto desde 1990 sería en Wil al que seguiría el tramo europeo y posteriormente el norteamericano con el apoyo de grupos como 1349, Sahg, Goatwhore o Sunn O))). La gira siguió en 2007 con tres actuaciones en Japón, tras las cuales, Odden abandonó la formación y Celtic Frost envió un correo electrónico a la banda alemana Dark Fortress, con la pregunta de si alguno de sus dos guitarristas estaría interesado en sustituirle. Finalmente, V. Santura, componente de esta agrupación aceptó, ya que en sus propias palabras «simplemente no podía decir no a esta oportunidad». Tras la llegada de su nuevo integrante, Celtic Frost actuó en Zürich y más tarde por el resto de Europa junto a Kreator, Legion of the Damned y Watain. En abril, el conjunto retornó a los Estados Unidos para ejercer como acto de apertura de Type O Negative y posteriormente se trasladó a Europa y a Australia para realizar más fechas. La gira terminó con dos conciertos en México en octubre, el último de ellos en el Circo Volador en Ciudad de México, el cual sería el último en la carrera del grupo.
En abril de 2008, Fischer anunció su salida de Celtic Frost «debido a la grave e irresoluble erosión», además publicó, entre otros, el siguiente comunicado:

El error más grande que he cometido en mi vida fue aceptar la propuesta de Martin Eric Ain de agregar a ese miembro a la la formación de la renovada Celtic Frost, a finales de 2002. Independientemente de la urgencia de la situación entonces y a pesar de las enormes dificultades que tuvimos para encontrar un batería adecuado en Suiza, es un error que nunca me perdonaré hasta el día de mi muerte, sobre todo, porque inconscientemente sentí que fue un error dentro de mí incluso la primera semana de ensayos.

A pesar de la salida de su vocalista, Ain comunicó que la banda «todavía está viva aunque en estado de coma. Franco y yo no vamos a continuar grabando o actuando como Celtic Frost [...] pero no vamos a disolver CF de manera oficial». Finalmente, en septiembre, el bajista y Fischer hicieron oficial la separación de la agrupación, ya que «cualquier continuación de Celtic Frost sin alguno de nosotros sería irreconciliable con nuestras ideas originales y perjudicial para el legado del conjunto». Ese mismo año, el vocalista formó Triptykon con Santura y con el paso de los años hizo patente sus discrepancias con Sesa y su decepción con Ain, de quien dijo que «nunca más quería salir de gira y que estaba cansado de ser músico».

## Lista de canciones
| Monotheist |                                           |                     |                                       |          |  |
| N.º        | Título                                    | Letras              | Música                                | Duración |  |
| 1.         | «Progeny»                                 | Tom Gabriel Fischer | Martin Eric Ain, Fischer, Franco Sesa | 5:01     |  |
| 2.         | «Ground»                                  | Fischer             | Fischer, Erol Unala                   | 3:55     |  |
| 3.         | «A Dying God Coming into Human Flesh»     | Ain                 | Ain, Fischer, Unala                   | 5:39     |  |
| 4.         | «Drown In Ashes»                          | Fischer             | Fischer                               | 4:23     |  |
| 5.         | «Os Abysmi Vel Daath»                     | Ain, Fischer        | Ain, Fischer, Sesa, Unala             | 6:41     |  |
| 6.         | «Obscured»                                | Ain, Fischer, Unala | Ain, Fischer, Unala                   | 7:04     |  |
| 7.         | «Domain of Decay»                         | Fischer             | Ain, Fischer, Unala                   | 4:38     |  |
| 8.         | «Ain Elohim»                              | Ain                 | Ain, Fischer, Sesa, Unala             | 7:33     |  |
| 9.         | «Totengott»                               | Ain                 | Fischer                               | 4:27     |  |
| 10.        | «Synagoga Satanae»                        | Ain                 | Ain, Fischer, Sesa                    | 14:24    |  |
| 11.        | «Winter (Requiem, Chapter Three: Finale)» | (instrumental)      | Fischer                               | 4:32     |  |
| 68:16      |                                           |                     |                                       |          |  |

| Pista adicional de la edición limitada digipack |                        |         |                     |          |  |
| N.º                                             | Título                 | Letras  | Música              | Duración |  |
| 6.                                              | «Temple of Depression» | Fischer | Ain, Fischer, Unala | 4:59     |  |

| Pista adicional de la edición japonesa y del vinilo |                           |        |                          |          |  |
| N.º                                                 | Título                    | Letras | Música                   | Duración |  |
| 7.                                                  | «Incantation Against You» | Ain    | Ain, Simone Vollenweider | 5:06     |  |

Fuente: Libreto de Monotheist.

## Créditos
Celtic Frost
- Tom G. Fischer - voz, guitarra, programación, arreglos
- Martin Eric Ain - bajo, voz en «A Dying God Coming into Human Flesh», «Totengott» y «Synagoga Satanae»
- Franco Sesa - batería, percusión
- Erol Unala - guitarra, programación

| Músicos adicionales - Lisa Middelhauve - voz en «Drown in Ashes» - Cornelia Bruggmann - voz en «Os Abysmi Vel Daath» - Michael Sopunov - trompa en «Os Abysmi Vel Daath» - Christoph Littmann - arreglos, dirección en «Synagoga Satanae», «Winter» y «Incantation Against You» - Simone Vollenweider - voz en «Obscured», «Temple of Depression» e «Incantation Against You» - Satyr y Peter Tägtgren- voz en «Synagoga Satanae» - Carla Grundmeier, Sibylle Hauf, Viola Hauf y Florian Lohmann - coros en «Synagoga Satanae» - Florian Lohmann, Sebastian Naglatzki y Keno Weber - coros en «Synagoga Satanae» e «Incantation Against You» - May-Britt Altendorf, Laurent Plettner y Frauke Pohlmann - violín en «Winter» - Katarzyna Bugala y Sandra Rehle - viola en «Winter» - Jong Sung Choi - contrabajo en «Winter» - Ben Groocock, Volker Hormann, Ya-Hee Yoon y Dmitry Struchkov - violonchelo en «Winter» - Ravn - voz en «Temple of Depression» | Producción - Celtic Frost – producción - Peter Tägtgren – producción, mezcla, ingeniería de sonido - Walter Schmid – ingeniería, mezcla, masterización - Phillip Schweidler – ingeniería, mezcla - Erol Unala – ingeniería - This Schweizer – ingeniería - Arne Neurandt – ingeniería, mezcla - Tom G. Fischer – mezcla - Martin Eric Ain – dirección artística - Michel Casarramona – dirección artística, portada - Jozo Palkovits – fotografía |

Fuente: Libreto de Monotheist.

## Posición en las listas
| País     | Lista                | Mejor posición | Ref.   |
| -------- | -------------------- | -------------- | ------ |
| Alemania | German Albums Chart  | 67             | [ 26 ] |
| Francia  | SNEP                 | 194            | [ 55 ] |
| Grecia   | Top 50 Ξένων Aλμπουμ | 16             | [ 25 ] |
| Suiza    | Schweizer Hitparade  | 41             | [ 26 ] |